# ヒペリシン
ヒペリシン（hypericin）は、オトギリソウ (Hypericum) に含まれる暗赤色のアントラキノン系天然色素である。ハイパフォリンとともにハーブのセイヨウオトギリ（セント・ジョーンズ・ワート）に含まれる主な生理活性成分の1つである。
ソバに含まれるファゴピリン（Fagopyrine）はヒペリシンの2及び5位にピペリジンが結合した誘導体で、同様に光増感効果を持つ。

## 光増感色素
光照射により励起された色素分子から励起エネルギーが化学反応を伴わずに他の分子に移動して光化学反応を起こす作用を光増感作用といい、光増感作用を持つ色素を光増感色素という。
ヒペリシンは天然の光増感色素であるため、ヒペリシンを含むオトギリソウ属を食べた動物は皮膚が光に敏感になり、摂取後に光に当たると、ときには痛みや湿疹・浮腫を生じて体温が上昇し、死に至ることもある。このようなヒペリシンの体内摂取によって光線過敏になり皮膚等に症状が出ることをヒペリシズム（hypericism）と言う。ファゴピリンを含むソバも同様に光線過敏を起こす。

## 薬理作用
ヒペリシンは体に投与されると腫瘍細胞に多く集積することから、腫瘍細胞の標識として用いられることがある。また、ヒペリシンはがんの光線力学療法（PDT）の光増感剤としての利用可能性が研究されている。がんの光線力学療法とは、光増感剤を集積させた腫瘍に特殊なランプやレーザーによって特定の波長の光線を照射して活性酸素を発生させて腫瘍細胞を死滅させるがんの治療法である。
ヒペリシンは抗レトロウイルス作用をもつことが知られている。
ヒペリシンはプロテインキナーゼC (PKC) の活性を阻害する作用をもつ。
ヒペリシンはドーパミン-β-モノオキシゲナーゼ（DBH）の活性を阻害する作用を持ち、血液脳関門を通過することから、血液中に取り込まれると脳や中枢神経系においてドーパミンの濃度を高める一方、ノルアドレナリンやアドレナリンの濃度を低下させる可能性がある。

## 歴史
1941年にペースとマッキニーによって単離され、ブロックマンによって1952年に構造決定、1957年に全合成された。

## 混同注意
片仮名表記した場合、ヒペリシン（Hypericin）と似た名称ながら、全く別の化合物が幾つか存在する。例えば、ピペリジン（Piperidine）は、六員環の複素環式アミンである。また、ピペリシン（Pipericine）は、長鎖脂肪酸のアミドである。